# World Rally Fever
World Rally Fever est un jeu vidéo de course de rallye développé par Split et édité par Team17, sorti en 1996 sur DOS.

## Accueil
- PC Team : 86 %[1]